# Німецькі камуфляжі Другої світової війни

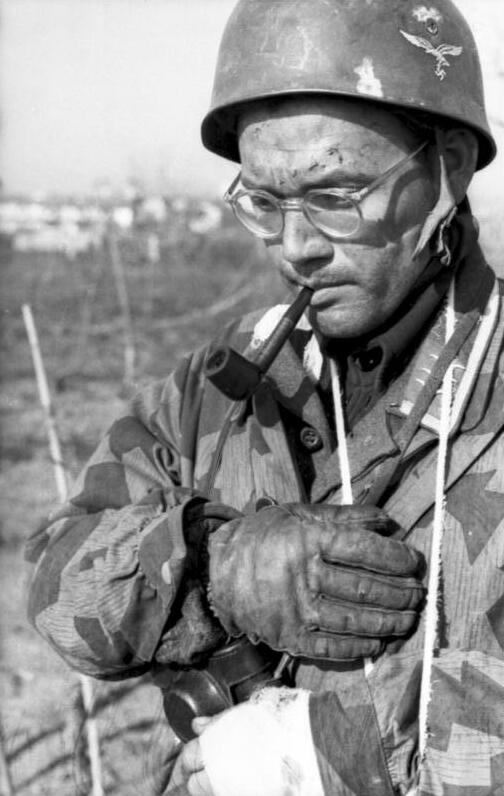
Німецький парашутист в куртці з камуфляжем Splintertarn-31. (Монтекассіно, Італія, 1944 рік)

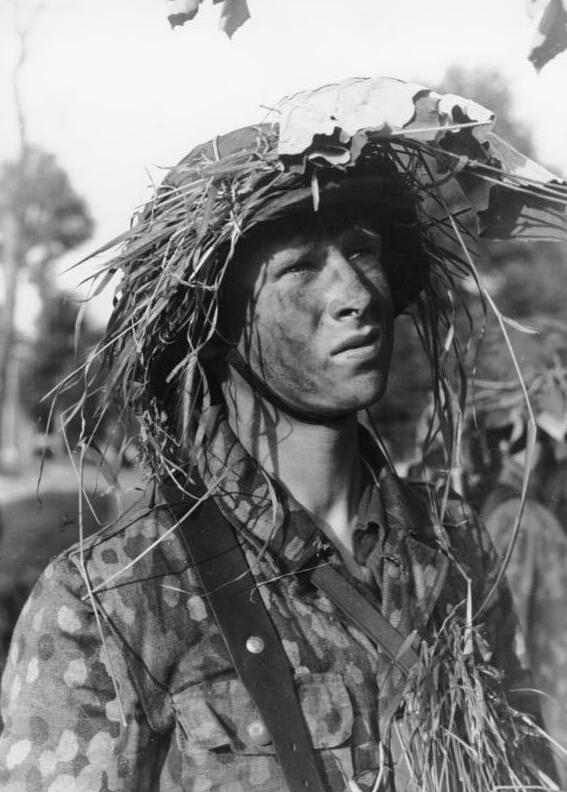
Солдат гренадерської танкової дивізії СС у куртці з деформаційним камуфляжем Erbsenmuster. (Нормандія, 1944 рік)

Німецькі камуфляжі Другої світової війни — деформаційні військові камуфляжі для одностроїв, що використовувались Вермахтом та були розроблені перед та під час Другої світової війни. Перший візерунок, Splittertarnmuster («уламковий камуфляж»), був розроблений ще у 1931 році для Райхсверу Веймарської республіки і спочатку призначався для польових армійських тентів Zeltbahn. Візерунки камуфляжу для одностроїв, розроблені на його основі, поєднували візерунок із переплетених неправильних «ламаних» багатокутників зеленого, бежевого і коричневого кольорів із тонкими вертикальними штрихами «дощу».
Пізніші камуфляжні шаблони, які були розроблені в 1937-1944 роках Йоганном Георгом Отто Шиком для Ваффен-СС, складались з більш плавних візерунків, більш схожих на органічні форми. Були розроблені двосторонні камуфляжні маскхалати, що забезпечували маскування протягом двох сезонів: літо та осінь, або літо та зима (сніговий).
Крім першого камуфляжу Splittertarnmuster та останнього камуфляжу Leibermuster, що почав видаватись лише в 1945 році, використання усіх інших камуфляжів було обмежено військами Ваффен-СС, нібито через належний їм патент, хоча деякі варіанти камуфляжів використовувалися іншими підрозділами Вермахту, включаючи Люфтваффе. Виробництво камуфляжів наприкінці війни було обмежено браком ресурсів та матеріалів, особливо високоякісної водонепроникної щільної бавовняної тканини (брезенту).

## Історія

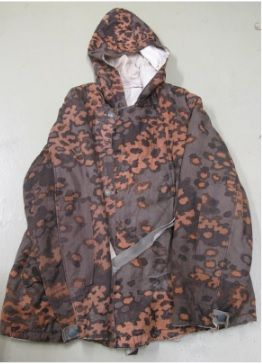
Двосторонній халат Waffen-SS з камуфляжем Eichenlaubmuster (дубовий лист A) для осені та зими.

Рейхсвер (армія Веймарської республіки) почав експериментувати з камуфляжними візерунками для одностроїв перед Другою світовою війною, і деякі армійські підрозділи з 1931 року використовували однострої з камуфляжем Splittertarnmuster («уламковий камуфляж»), що спершу призначався для військових наметів-пончо Zeltbahn.
Бойові підрозділи Ваффен-СС використовували різні моделі з 1935 року. Камуфляжні візерунки СС були розроблені Йоганном Георгом Отто Шиком, мюнхенським професором мистецтва, а потім директором німецького дослідницького підрозділу камуфляжу на прохання майора СС Віма Брандта. Брандт був інженером і командиром розвідувального батальйону SS-VT, і він шукав кращого маскування. Шик досліджував вплив світла на дерева влітку та восени. Це призвело до ідеї реверсивного камуфляжного одягу із зеленими літніми візерунками з одного боку та коричневими осінніми з іншого. У 1937 році зразки були випробувані в польових умовах полком SS-VT Deutschland, в результаті чого було оцінено, що вони скоротять втрати на п'ятнадцять відсотків. У 1938 році двосторонній весняно-осінній чохол для шолома, халат і маска для обличчя снайпера в лісових візерунках Шика на водонепроникній бавовняній тканині були запатентовані для Ваффен-СС. Кажуть, що патент не дозволяв Вермахту використовувати візерунки, які стали характерною розпізнавальною ознакою Ваффен-СС під час війни. Однак, крім Ваффен-СС, уніформу з камуфляжем носили також деякі інші німецькі підрозділи, у тому числі з 1941 року Люфтваффе, яке мало власну версію Splittertarnmuster , а також Крігсмаріне (флот) та Fallschirmjäger (десантники). Однострої з новим камуфляжем Leibermuster, розроблені в 1945 році, планувалося випустити як для СС, так і для Вермахту, але він зявився надто пізно і не встиг отримати широкого розповсюдження.
У листопаді 1938 року німецькі компанії Warei, Forster і Joring почали випускати намети, нашоломники та маскхалати. Спочатку вони були надруковані вручну, обмеживши поставки до січня 1939 року лише 8400 аркушів, 6800 чохлів для касок і невеликої кількості халатів. До червня 1940 року машинний друк почав працювати, і для Ваффен-СС було виготовлено 33 000 халатів. Проте поставки високоякісної бавовняної качки залишалися критичними нестачами протягом усієї війни й фактично закінчилися в січні 1943 року. Його замінила неводонепроникна бавовняна тканина.

## Візерунки
Німецькі назви, які використовуються для візерунків (Platanenmuster, Palmenmuster, Eichenlaubmuster тощо) не використовувалися в німецьких збройних силах, а були запропоновані післявоєнними колекціонерами мілітарії переважно з англомовних країн.
| Німецька назва                           | Англійська назва                          | Дата           | Зображення | Примітки |
| ---------------------------------------- | ----------------------------------------- | -------------- | ---------- | --- |
| Splittertarnmuster-31 (Buntfarbenmuster) | Уламковий камуфляж («Барвистий камуфляж») | 1931 рік       |            | Будучи першим німецьким камуфляжним зразком, спочатку він використовувався на польових наметах Zeltbahn для відділень Вермахту. Шаблон також відомий як Splitter A. |
| Platanenmuster                           | Платановий візерунок                      | 1937–1942 роки |            | Використовувався Waffen-SS. Літня та осіння версії. Перший «плямистий» камуфляж |
| Rauchtarnmuster                          | Задимлений камуфляж                       | 1939–1944 роки | Зразок     | Використовувався Waffen-SS. Літня та осіння версії |
| Palmenmuster                             | Пальмовий камуфляж                        | 1941–?         | Зразок     | Використовується Waffen-SS. Літня та осіння версії |
| Luftwaffen-Splittermuster-41             | Уламковий камуфляж Люфтваффе              | 1941 рік       |            | Варіант Splittertarnmuster ВПС Німеччини; також відомий як Splitter B. |
| Beringtes Eichenlaubmuster               | Камуфляж «Дубове листя» Б                 | 1942–1945 роки | Зразок     | [ 1 ] [ 4 ] |
| Eichenlaubmuster                         | Камуфляж «Дубове листя» А                 | 1943–1945 роки |            | Літня та осіння версії. Двосторонні халати Waffen-SS. Також для полотна наметів Zeltbahn. |
| Sumpfmuster                              | Болотний камуфляж                         | 1943 рік       |            | Варіант камуфляжу Splittertarnmuster з більш округлими формами плям та в більш зеленій колірній гамі. Двосторонні комбінезони зі сніговим камуфляжем на протилежній стороні. |
| Erbsenmuster                             | Гороховий камуфляж                        | 1944–1945 роки |            | Використовувався Waffen-SS. На основі шаблона камуфляжу Eichenlaubmuster. |
| Leibermuster                             | Камуфляж Ляйбера                          | 1945 рік       |            | Контрастний нерегулярний візерунок. Мав властивості поглинання інфрачервоного випромінювання. Призначений для заміни всіх попередніх шаблонів, але через брак часу та ресурсів набув лише обмеженого використання. Став натхненником післявоєнних камуфляжів США ERDL та Woodland |

## Виноски
1. ↑  Про Шика майже нічого не відомо, крім цих голих фактів. Режисер Майкл Медсен планував зняти фільм «Чорний ліс» про темне життя Шика, але він так і не з'явився..[2]
2. ↑  Методологія цих розрахунків невідома
3. ↑  названий на честь інженера Гельмута Ляйбера з Фрайбурга, який спільно з компанією Schlieper & Baum AG, Вупперталь, володів патентом на виробництво цього камуфляжа

## Подальше читання
- Mollo, Andrew (1987). The Armed Forces of World War 2: Uniforms, Insignia and Organization. Little, Brown.
- Palinckx, Werner; Borsarello, J.F. (2002). Camouflage Uniforms of the German Wehrmacht. Schiffer.
- Peterson, Daniel (1998). Europa Militaria No 17: Wehrmacht Camouflage Uniforms and Post-War Derivatives. Crowood Press.
- Peterson, Daniel (2001). Europa Militaria No 18: Waffen-SS Camouflage Uniforms and Post-War Derivatives. Crowood Press.
- Steven, Andrew; Amodio, Peter (1998). Europa Militaria No. 6: Waffen-SS Uniforms in Colour Photographs. Crowood Press.